# Trove (игра)
Trove (с англ. — «клад») — воксельная массовая многопользовательская ролевая онлайн-игра в жанре песочницы, разработанная компанией Trion World. Релиз игры состоялся 9 июля 2015 года на платформах Windows и macOS и 13 декабря 2016 года на платформах Xbox One и PlayStation 4. В игре действует free-to-play модель оплаты.

## Игровой процесс
Игроки могут использовать один из 15 классов, у каждого класса свой стиль игры и свои способности. После краткого обучения, игроки прибывают в место, под названием «хаб», по мере прокачки персонажа будут открываться новые порталы. Последующие миры становятся все сложнее, но и награды на более высоком уровне выше. Каждый портал имеет определенный цвет, который предназначен для определения качества 'лута', который чаще всего выпадает в этом мире, хотя есть небольшой шанс, что выпадет лут более высокого качества. Таким образом, в красных порталах, в которых преимущественно легендарное (оранжевое) качество лута, есть шанс выпадения реликтового (красного), блистательного (радужного) или теневого (темно-фиолетового) лута.
Качество лута прогрессирует от низшего к высшему: зелёный, синий, фиолетовый, оранжевый, красный, радуга, темно-фиолетовый, серебряный, золотой, лучезарный и кристальный.
В Trove 3 вещи для экипировки могут быть получены из враждебных NPC, в отличие от других ролевых игр игр — шапка, оружие и маска.
Игроки могут получить другие предметы для экипировки, с помощью крафта, внутриигрового магазина, торговли, при достижении определенного уровня мастерства, или через внутриигровые награды. К таким предметам относятся: кольца, альтернативные костюмы персонажей, тома, питомцы, крылья, ездовые животные, лодки, паруса, колбы (которые используются для восстановления здоровья персонажа), удочки, вагонетки (форма быстрого перемещения), и эмблемы, которые добавляют или изменяют преимущества, которые предоставляют колбы.
Одна из примечательных особенностей Trove — коллекция. Любой персонаж на учётной записи может использовать предметы другого персонажа. Например, как только вы получите удочку у одного персонажа, вы можете активировать её (по умолчанию левая кнопка мыши), при активации, удочка перенесется в вашу коллекцию. Предметы из коллекции можно использовать каждому персонажу, без каких-либо ограничений.

## Сюжет
Раньше во вселенной Trove было все спокойно, все классы жили в мире и идиллии. Ничего не предвещало беды, в мире правила богиня Солнца, она была добра и милосердна к народам вселенной, но богине Луны не понравилось её правление. Богиня Луны решила свергнуть богиню Солнца. Так и началась война между добром и злом, светом и тьмой. Верные жители вселенной сражались в неравном бою с нежитью и преисподней.

## Отзывы и продажи
| Иноязычные издания | Иноязычные издания |
| Издание            | Оценка             |
| ------------------ | ------------------ |
| GameSpot           | 7/10               |

Летом 2018 года, благодаря уязвимости в защите Steam Web API, стало известно, что точное количество пользователей сервиса Steam, которые играли в игру хотя бы один раз, составляет 7 700 319 человек.